# Валгризанш
Валгриза̀нш (на италиански и на френски: Valgrisenche, на местен диалект: Vâgresèntse, Вагрезенц, от 1939 до 1946 г. Valgrisenza, Валгризенца, от 1946 до 1976 г. Valgrisanche) е село и община в Северна Италия, автономен регион Вале д'Аоста. Разположено е на 1664 m надморска височина. Населението на общината е 194 души (към 2010 г.).